# Gamon Sakurai
Sakurai Gamon (桜井画門?; Tokyo, 1986) è un fumettista giapponese, noto per aver iniziato insieme a Tsuina Miura la serializzazione del manga Ajin - Demi Human nel 2012 sulla rivista Good! Afternoon di Kōdansha.

## Biografia
Nato a Tokyo nel 1986, Gamon Sakurai vince nel 2008 il Winter Kodansha Afternoon Shikisho all'età di 22 anni. Debutta nella carriera di mangaka con l'editore indipendente Issuisha nel 2010, mentre nel 2012 inizia la serializzazione di Ajin sulla rivista mensile Good! Afternoon di Kodansha. Prima di iniziare la serializzazione di Ajin, Sakurai pubblicò un'opera di genere hentai sotto lo pseudonimo di G-10.

## Opere
- Jihatsu Aruiwa Kyousei Shuuchi (con lo pseudonimo di G-10; 2010 - 2011)
- Ajin - Demi Human (2012 - 2021)